# Нуху-Нур
Нуху-Нур (бур. Нүхэн нуур — «яма-озеро») — деревня в Баяндаевском районе Иркутской области России. Входит в состав Нагалыкского муниципального образования.

## География
Деревня находится на расстоянии примерно 14 км к северо-западу от села Баяндай, административного центра района.

## Население
| 2002 | 2010 | 2011 | 2012 |
| ---- | ---- | ---- | ---- |
| 122  | ↘85  | ↘84  | ↘82  |

### Половой состав
По данным Всероссийской переписи, в 2010 году в деревне проживало 85 человек (50 мужчин и 35 женщин).